# 肉桂醇
肉桂醇是一種有機化合物，常在蘇合香，秘魯香脂，以及肉桂葉中以酯化的形式存在，將蘇合香脂在10%的氫氧化鈉溶液中加熱皂化5h，再用乙醚萃取出水解產物桂醇，最後經減壓蒸餾提純而得肉桂醇。在純的肉桂醇裡，會形成白色的結晶固體，但稍微不純的肉桂醇其會呈黃色油狀得形式。肉桂醇可以從蘇合香水解而來。肉桂醇有著獨特的香味，用於香水或除臭劑上。

## 安全性
肉桂醇在使用上對有些人會有過敏反應 ，所以在IFTR國際香料協會發布了使用的限制與標準。

## 糖苷類
络塞琳（rosarin）和肉桂醇甙（rosavin）都是從紅景天中分離出來的肉桂醇糖苷。

## 外部連結
- 反式肉桂醇98% Cinnamyl alcohol 98% trans （页面存档备份，存于） 中草藥化學圖像數據庫 (香港浸會大學中醫藥學院) （中文）（英文）